# Nathaniel Jones
Nathaniel Henry Jones –conocido como Nate Jones– (Chicago, 18 de agosto de 1972) es un deportista estadounidense que compitió en boxeo. Participó en los Juegos Olímpicos de Atlanta 1996, obteniendo una medalla de bronce en el peso pesado.
En enero de 1997 disputó su primera pelea como profesional. En su carrera profesional tuvo en total 21 combates, con un registro de 18 victorias, dos derrotas y un empates.

## Palmarés internacional
| Juegos Olímpicos | Juegos Olímpicos         | Juegos Olímpicos  | Juegos Olímpicos |
| Año              | Lugar                    | Medalla           | Categoría        |
| ---------------- | ------------------------ | ----------------- | ---------------- |
| 1996             | Atlanta (Estados Unidos) | Medalla de bronce | 91 kg            |